# チャレンジ25キャンペーン

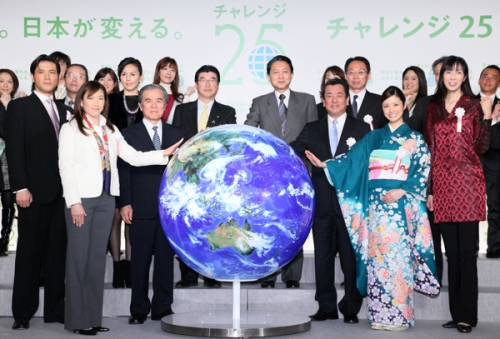
キックオフ・イベントにて

チャレンジ25キャンペーンとは、2009年の国連気候変動サミットにおける当時の内閣総理大臣である鳩山由紀夫による「日本の温室効果ガスの排出量を2020年までに1990年比で25%削減する」（鳩山イニシアチブ）という発言を受け、環境省がチーム・マイナス6%を衣替えする形で2010年にスタートしたプロジェクト。個人・団体を問わずに「チャレンジャー」を募集し、環境保護に役立つ行動をさせるというもの。2014年3月をもって終了し、新たな「Fun to Share」に移行した。
2010年1月14日には、内閣総理大臣官邸でキックオフ・イベントが開催され、鳩山総理大臣、小沢鋭仁環境大臣、加山雄三、上戸彩らが出席した。